# Plamen Stoyanov
Plamen Kolev Stoyanov (en bulgare : Пламен Колев Стоянов), né le 8 novembre 1971 à Kazanlak,, est un coureur cycliste bulgare. Il évolue chez les professionnels de 2001 à 2004.

## Biographie
Membre de l'équipe nationale bulgare, Plamen Stoyanov remporte notamment le Tour de Mevlana en 1994 ou une étape du Tour de Rhodes en 1997. Il participe également à la Course de la Paix 1995.
En juin 1998, il dispute le Tour de Serbie, où il réalise plusieurs places d'honneur au sprint. Le même mois, il profite d'un jumelage entre la Bulgarie et la commune de Vigneux pour se rendre en banlieue parisienne. Il rencontre le maire Lucien Lagrange, passionné de cyclisme, qui le présente au directeur sportif Guy Gallopin. Ce dernier le recrute finalement dans l'effectif de l'AS Corbeil-Essonnes, après un essai fructueux.
Lors de la saison 2000, il s'illustre en obtenant une dizaine de succès, comme sur Paris-Rouen. Ces performances lui permettent de passer professionnel en 2001 au sein de l'équipe américaine Mercury-Viatel, à près de 30 ans. Il rejoint ensuite la formation BigMat-Auber 93 en 2003. Bon sprinteur, il crée la surprise en s'imposant sur la première étape du Critérium du Dauphiné libéré, dans un final perturbé par une chute. 
Il termine sa carrière en 2004 chez Hoop-CCC-Polsat, avec un titre de champion de Bulgarie et des places d'honneur sur des étapes au Tour de Normandie, au Szlakiem Grodów Piastowskich et au Tour de Slovaquie. 

## Palmarès
- 1994
  - Tour de Mevlana
- 1997
  - 2e étape du Tour de Rhodes
  - 2e du championnat de Bulgarie du contre-la-montre
  - 3e du championnat de Bulgarie sur route
- 1998
  - 3e du Grand Prix de Fougères
  - 3e de Jard-Les Herbiers
- 1999
  - 3e du Critérium de La Machine
  - 3e du Prix de La Charité-sur-Loire
- 2000
  - Challenge du Boischaut-Marche
  - Paris-Rouen
  - Grand Prix de Rennes Liberté
  - 1re étape des Cinq Jours des As-en-Provence
  - Circuit du Port de Dunkerque
  - Prix de La Charité-sur-Loire
  - 2e des Cinq Jours des As-en-Provence
  - 2e du Grand Prix de Fougères
  - 2e du Circuit des Deux Ponts
  - 3e du Grand Prix de Luneray
  - 3e du Prix des Vins nouveaux
- 2002
  - Front Range Cycling Classic
- 2003
  - 1re étape du Critérium du Dauphiné libéré
- 2004
  -  Champion de Bulgarie sur route